# Ludwig Sebbers
Friedrich Julius Ludwig Sebbers (* 27. Mai 1804 in Braunschweig; † nach 1837 in Berlin) war ein deutscher Porträt- und Porzellanmaler und Lithograf. Bekannt wurde er durch eine vielfach reproduzierte Zeichnung des greisen Goethes aus dem Jahre 1826.

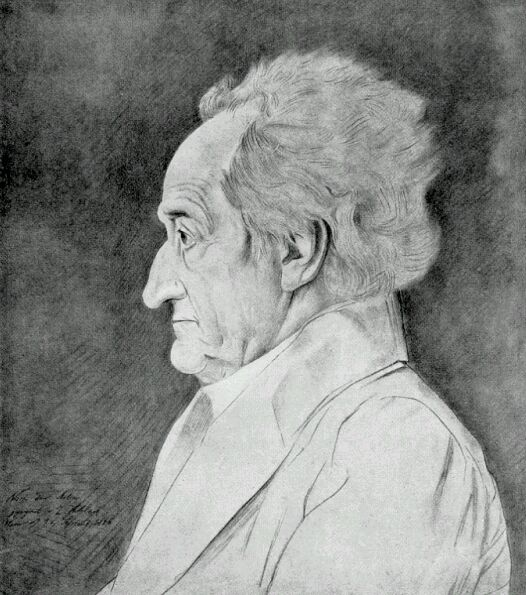
Profilporträt Goethes, Kreidezeichnung von Ludwig Sebbers, 1826

## Leben
Der Sohn eines Tischlergesellen verlor früh seine Eltern und wurde Zögling des Großen Waisenhauses in Braunschweig. Dort erhielt er ersten Malunterricht, den ab 1818 der Maler Friedrich Barthel († 1846) übernahm. Zu Ostern 1820 wurde Sebbers Lehrling an der Porzellanmanufaktur Fürstenberg, wo er ab 1823 den vollen Malerlohn erhielt. Er ging 1824 zur weiteren Ausbildung an die Kunstakademie München. Daneben arbeitete er als Porzellanmaler an der Porzellanmanufaktur Nymphenburg, wo er u. a. Porträts von König Maximilian Joseph und Thronfolger Ludwig I. auf Porzellanvasen fertigte. Sebbers kehrte Ende 1826 nach Braunschweig zurück, wobei er während eines Zwischenaufenthaltes in Weimar den 76-jährigen Johann Wolfgang von Goethe besuchte und porträtierte. So entstand im Juni 1826 ein Porträt für eine Tasse und im September ein Profilbild in Kreide. Goethe saß Sebbers wohl zwanzigmal Modell und äußerte sich lobend über das Ergebnis: Er hat sich dabei aber keinen Strich, keinen Punkt aus dem Gedächtnis willkürlich erlaubt: daher dann freilich ein sehr ähnliches und lobenswürdiges Bild entstanden ist.
Sebbers wurde am 9. Januar 1827 zum Leiter der Fürstenberger Porzellanmalerei ernannt, jedoch bereits am 3. September des Jahres wegen wirtschaftlichen Misserfolgs wieder entlassen. Er wurde am 8. Dezember 1827 zum Hofmaler ernannt, kehrte jedoch 1828 dem Herzogtum Braunschweig den Rücken und ging nach Berlin. Dort ist er bis 1843 nachweisbar.

## Werk
Sebbers schuf Bildnisse auf Porzellan und in Öl. Er fertigte Porträts von Angehörigen der braunschweigischen und preußischen Herrscherhäuser, von Gelehrten, darunter Hegel als Professor im Schlafrock (1828), und von Schauspielern. Seine Lithographien zu Uniformbüchern erschienen 1835 und 1836 im Druck.
Sebbers’ Goethe-Porträt befindet sich heute im Städtischen Museum Braunschweig, die zugehörige Tasse in Weimar.